# آنترانیلیک اسید
آنترانیلیک اسید (به انگلیسی: Anthranilic acid) یک اسید آروماتیک با فرمول شیمیایی C6H4(NH2)(CO2H) است و طعم شیرینی دارد.این مولکول متشکل از یک حلقه بنزن، یک گروه کربوکسیلیک اسید و یک گروه آمین است که در موقعیت ارتو نسبت به هم قرار دارند. این ترکیب شامل هر دو گروه عاملی اسیدی و بازی است و در نتیجه یک ترکیب آمفوتر است. آنترانیلیک اسید در صورت خالص بودن به صورت جامد سفید رنگ است، اگرچه نمونه‌های تجاری آن ممکن است زرد به نظر برسند. آنیون [C6H4(NH2)(CO2)]− که از پروتون‌زدایی آنترانیلیک اسید به دست می‌آید، به نام آنترانیلات شناخته می‌شود. زمانی تصور می‌شد که آنترانیلیک اسید یک ویتامین است و از آن به عنوان ویتامین L1 یاد می‌شد، اما اکنون مشخص شده‌است که در تغذیه انسان غیرضروری است.

## همچنین ببینید
- ۳-آمینوبنزوئیک اسید
- ۴-آمینوبنزوئیک اسید
- متیل آنترانیلات